# Goães (Vila Verde)
Goães is een plaats (freguesia) in de Portugese gemeente Vila Verde en telt 598 inwoners (2001).